# خزنده‌پستاندار
خزنده‌پستاندار (نام علمی: Repenomamus) نام یک سرده از تیره گوبی‌قیف‌دندانان است.
خزنده‌پستاندار مشهورترین پستاندار میانه‌زیستی است. در مقایسه با بیشتر پستانداران آن دوران که به‌اندازه‌ی خودش و حشره‌خوار بودند، خزنده‌پستاندار غول‌پیکر بود. سنگواره‌های خزنده‌پستاندار نشان می‌دهند که این جانور بدنی دراز و دست و پایی کوتاه و ماهیچه‌ای داشته‌است. خزنده‌پستاندار از نظر اندازه و احتمالاً از نظر سبک زندگی شبیه شیطانِ تاسمانی امروزی بود.
یک گونه‌ی این جانور، خزنده‌پستاندار غول‌آسا، جمجمه‌ای به‌طول ۱۶ سانتی‌متر داشت و کل طول بدنش هم به حدود ۱ متر می‌رسید. آرواره‌های خزنده‌پستاندار قوی‌بنیه بودند و بی‌تردید جانوران کوچک‌تری مثل بچه‌دایناسورها را شکار می‌کرد.